# Vrýses
Vrýses (Vryses) är en ort i Grekland.   Den ligger i prefekturen Nomós Sámou och regionen Nordegeiska öarna, i den östra delen av landet, 270 km öster om huvudstaden Aten. Vrýses ligger 116 meter över havet och antalet invånare är 136. Den ligger på ön Samos.
Terrängen runt Vrýses är huvudsakligen kuperad, men österut är den bergig. Havet är nära Vrýses åt nordväst. Runt Vrýses är det ganska tätbefolkat, med 65 invånare per kvadratkilometer. Närmaste större samhälle är Néon Karlovásion, 3,0 km väster om Vrýses. 